# メガスポ!
『メガスポ! MEGAMI NO SPORTS』とは、テレビ東京系列及び一部の独立UHF局で、2007年4月2日から2009年3月29日まで放送されていたスポーツニュースである。

## 解説
題名の『メガスポ!』は、タイトルの後ろの部分で示されているように、MC陣が女性主体であることや女性に視聴してもらいたいという意味合いから「女神のスポーツ」の意味で、かつてテレビ東京で放送された『メガTONスポーツTODAY』（メガTONというのはTXNネットワークが結成された1982年から1989年まで使われた名称）のリメークという意味ではない。
本番組はステレオ音声放送であったが、ネット局のテレビ愛知のアナログ放送ではモノラルであった。岐阜放送ではアナログ・デジタル放送共モノラルであったが、岐阜放送でも2008年1月下旬よりステレオ放送となった（アナログ・デジタル共）。
後継番組は、『neo sports』。

## 平日版
『スポパラ』枠で放送され、基本的には、『スポ魂!』での内容を引き継ぐ形となる。ストレートニュース形式でスポーツニュースを伝える形となっており、いわゆる「企画モノ」の挿入はプロ野球の試合のない日に限られている。

### 放送時間
- 月曜日 - 金曜日 23:58 - 24:12（JST）

※特別番組などの編成で、上記より遅延することもある。

### キャスター
| 期間      | 期間      | 月曜     | 火曜     | 水曜     | 木曜       | 金曜       |
| --------- | --------- | -------- | -------- | -------- | ---------- | ---------- |
| 2007.4.2  | 2007.9.28 | 水原恵理 | 松丸友紀 | 滝井礼乃 | 大竹佐知   | 前田真理子 |
| 2007.10.1 | 2008.3.28 | 水原恵理 | 松丸友紀 | 大竹佐知 | 前田真理子 | 前田海嘉   |
| 2008.3.31 | 2008.9.26 | 前田海嘉 | 繁田美貴 | 須黒清華 | 大竹佐知   | 松丸友紀   |
| 2008.9.29 | 2009.3.27 | 前田海嘉 | 繁田美貴 | 相内優香 | 大竹佐知   | 秋元玲奈   |

備考
- 全員、テレビ東京のアナウンサーが担当。番組開始時のキャスターのうち、前田（真）以外は『スポ魂!』からの続投。
- その日の担当者が取材・休暇等で都合がつかない場合、主として他の曜日の担当者が代行するが、夏場以降はその年の新人アナウンサーも代行として入ることもある。
- また、局内でストライキが行われた日は、自社管理職もしくは系列局のアナウンサーが代行する。2008年3月28日のストライキ時は、荒井千里（テレビ愛知アナウンサー）が招集された。

## 週末版
土曜および日曜放送分は週末版となる。前番組『スポーツ魂』を引き継ぐ形になり、こちらは単独番組として放送される。従来のスポーツニュースとは趣向を変え、バーカウンター風のセットで展開される。
メインキャスターにタレントの眞鍋かをりを抜擢し、大橋未歩アナウンサーとのコンビで司会を務めていた。従来のスポーツニュースのほか、各種バラエティ企画を行うなど平日版に比べて娯楽色の強いものとなっていた。

### 補足
- 眞鍋本人は「スポーツ取材の仕方が全くわからない」と発言している。スポーツキャスターには前々から興味があったが、現状では特に注目しているスポーツはないとのこと。

番組開始当初は、関東一円のスポーツイベント会場に眞鍋が単独で訪れていたが、千葉マリンでの楽天・野村監督の取材には大橋が同行。ヴェルディ・ラモス監督の取材には前園真聖が同行してサポートするなどしていた。
- また、大橋は当時東京ヤクルトスワローズ選手・城石憲之の妻であるが故に、番組担当時の当人によるヤクルト戦の取材はタブー化されていた。

- BSジャパンでは国外の主要スポーツ大会（主にゴルフやサッカーなど）の映像の著作権の問題があり放送できないものがあるため、ブルーバックに「放送権の都合で、映像をお伝えできません。ご了承下さい。」の断りが入る。

### 放送時間
土曜日
- 開始 - 2008年3月29日 23:45 - 24:25（JST）
- 2008年4月5日 -  2009年3月28日 23:45 - 24:20（JST）

日曜日
- 23:24 - 24:00（JST）

※特別番組などの編成で、上記より遅延することもある。

### 出演者
メインキャスター
- 眞鍋かをり（女優・タレント）
- 大橋未歩（当時テレビ東京アナウンサー） - 『スポーツ魂』から続投。

サブキャスター
- 矢内雄一郎（テレビ東京アナウンサー）

2008年12月 - 2009年3月は日曜最終版の『TXNニュース』も兼務していた。
- 大竹佐知（当時テレビ東京アナウンサー）

2008年3月30日をもって、『ウイニング競馬』担当に伴い降板。補充要員はおらず、残留する大橋及び矢内が大竹の役割をカバーしていた。
コメンテーター
- 駒田徳広（『スポーツ魂』から続投。2009年度より横浜ベイスターズのコーチに就任することになったため、2008年11月8日の放送を最後に降板）
- 阿波野秀幸（駒田の後任として、2009年2月1日から番組終了まで出演）
- 川崎憲次郎（『スポーツ魂』から続投。駒田→阿波野と交代で出演）
- 前園真聖（『スポーツ魂』から続投）

## ネット局
| 放送対象地域  | 放送局         | 系列           | 放送日時      | 放送日時      | 放送日時      | 遅れ                                                   |
| 放送対象地域  | 放送局         | 系列           | 平日          | 土曜          | 日曜          | 遅れ                                                   |
| ------------- | -------------- | -------------- | ------------- | ------------- | ------------- | ------------------------------------------------------ |
| 関東広域圏    | テレビ東京     | テレビ東京系列 | 23:58 - 24:12 | 23:45 - 24:20 | 23:24 - 24:00 | 制作局                                                 |
| 北海道        | テレビ北海道   | テレビ東京系列 | 23:58 - 24:12 | 23:45 - 24:20 | 23:24 - 24:00 |                                                        |
| 愛知県        | テレビ愛知     | テレビ東京系列 | 23:58 - 24:12 | 23:45 - 24:20 | 23:24 - 24:00 |                                                        |
| 大阪府        | テレビ大阪     | テレビ東京系列 | 23:58 - 24:12 | 23:45 - 24:20 | 23:24 - 24:00 |                                                        |
| 岡山県 香川県 | テレビせとうち | テレビ東京系列 | 23:58 - 24:12 | 23:45 - 24:20 | 23:24 - 24:00 |                                                        |
| 福岡県        | TVQ九州放送    | テレビ東京系列 | 23:58 - 24:12 | 23:45 - 24:20 | 23:24 - 24:00 |                                                        |
| 岐阜県        | 岐阜放送       | 独立局         | 23:58 - 24:12 | 23:45 - 24:20 | 23:24 - 24:00 |                                                        |
| 滋賀県        | びわ湖放送     | 独立局         | 23:58 - 24:12 | 23:45 - 24:20 | 23:24 - 24:00 |                                                        |
| 三重県        | 三重テレビ     | 独立局         |               | 23:45 - 24:20 | 23:24 - 24:00 |                                                        |
| 奈良県        | 奈良テレビ     | 独立局         |               | 23:45 - 24:20 | 23:24 - 24:00 |                                                        |
| 和歌山県      | テレビ和歌山   | 独立局         |               | 23:45 - 24:20 | 23:24 - 24:00 |                                                        |
| 全国          | BSジャパン     | BS放送         | 25:00 - 25:15 | 25:00 - 25:35 | 25:00 - 25:36 | 平日 1時間2分遅れ 土曜 1時間15分遅れ 日曜 1時間6分遅れ |

1. ↑  2007年4月14日開始

- 当番組は、中京広域圏の県域3局すべてが同時ネットする数少ない番組となっている。他には『土曜スペシャル』のみであるが、ローカルセールス枠であるためテレビ愛知を含めて差し替えが多いため、当番組がいちばん同時ネットされやすいといえる。

- 独立局では放送当日が国政及び地方選挙投票日に当たった場合、開票速報特番を放送するため休止あるいは遅れ放送にすることがある。奈良テレビのみ初回放送日が他のネット局より一週間遅くなっているのも同じ理由からである。